# 長野哲
長野 哲（ながの さとし、1949年7月5日 - ）は、宮城県出身の元プロ野球選手。ポジションは投手。

## 来歴・人物
佐沼高校では1966年、2年生の時に夏の甲子園県予選3回戦で、宮城水産高を相手に2四球、1失策のノーヒットノーランを達成し勝利。県予選を勝ち抜き東北大会準決勝に進むが、福島商に0-1で敗退し、甲子園出場を逸する。翌年夏は県予選で敗れた。
1967年ドラフト会議でサンケイアトムズから8位指名を受けるが拒否し、熊谷組へ入社。藤津靖雄、大櫃照彦など好投手が多く、なかなか大舞台は踏めなかったが、1968年の明治維新百年記念明治神宮野球大会では、全東京選抜の抑えとして登板、全神奈川選抜に快勝した。
1968年ドラフト会議で大洋ホエールズから5位指名を受け入団。貴重な左腕として期待されたが、一軍での登板は1試合のみに終わり、1977年に引退。
球速豊かなスライダー、シュート、カーブを縦横に駆使した。

## 詳細情報

### 年度別投手成績
| 年 度     | 球 団     | 登 板 | 先 発 | 完 投 | 完 封 | 無 四 球 | 勝 利 | 敗 戦 | セ 丨 ブ | ホ 丨 ル ド | 勝 率 | 打 者 | 投 球 回 | 被 安 打 | 被 本 塁 打 | 与 四 球 | 敬 遠 | 与 死 球 | 奪 三 振 | 暴 投 | ボ 丨 ク | 失 点 | 自 責 点 | 防 御 率 | W H I P |
| --------- | --------- | ----- | ----- | ----- | ----- | -------- | ----- | ----- | -------- | ----------- | ----- | ----- | -------- | -------- | ----------- | -------- | ----- | -------- | -------- | ----- | -------- | ----- | -------- | -------- | ------- |
| 1974      | 大洋      | 1     | 0     | 0     | 0     | 0        | 0     | 0     | 0        | --          | ----  | 1     | 0.1      | 0        | 0           | 0        | 0     | 0        | 0        | 0     | 0        | 0     | 0        | 0.00     | 0.00    |
| 通算：1年 | 通算：1年 | 1     | 0     | 0     | 0     | 0        | 0     | 0     | 0        | --          | ----  | 1     | 0.1      | 0        | 0           | 0        | 0     | 0        | 0        | 0     | 0        | 0     | 0        | 0.00     | 0.00    |

### 記録
- 初登板：1974年10月11日、対阪神タイガース26回戦（阪神甲子園球場）、8回裏2死から5番手で救援登板・完了、1/3回無失点

### 背番号
- 33 （1969年 - 1972年）
- 81 （1973年）
- 48 （1974年 - 1977年）